# Hymenodria
Hymenodria là một chi bướm đêm thuộc họ Geometridae.

## Các loài
- Hymenodria mediodentata (Barnes & McDunnough, 1911)